# AbiWord
AbiWord é um processador de texto de código-fonte aberto portanto, um software livre licenciado segundo a GPL. Roda em plataformas GNU/Linux, ReactOS, SkyOS e outros. AbiWord foi criado inicialmente pela SourceGear Corporation com o componente AbiSuite. SourceGear se graduou a interesses financeiro e deixou o projeto do AbiWord para uma equipe de voluntários.
AbiWord não é mais suportado para Windows e MacOS.

## Interface
A interface do AbiWord lembra a interface do Word pré-2007.
O fato é que muitos usuários ainda se sentem mais confortáveis nessa interface do que na nova "ribbon" da ferramenta Microsoft.[carece de fontes?]
O AbiWord oferece todos os recursos necessários para quem tem necessidades simples de edição de textos.

## Versões
- Abiword 0.7 : 19 de maio de 1999.
- Abiword 0.9 : 31 de julho de 2001.
- Abiword 1.0 : 18 de abril de 2002.
- Abiword 2.0 : 15 de setembro de 2003.
- Abiword 2.2 : 3 de dezembro de 2004.
- Abiword 2.4 : 3 de setembro de 2005
- Abiword 2.4.2 : 2 de janeiro de 2006
- Abiword 2.7.8 : 1 de agosto de 2009
- Abiword 2.8.6 : 13 de junho de 2010
- Abiword 3.0.1 : 23 de dezembro de 2014
- Abiword 3.0.2 : 20 de outubro de 2016[2]